# Музей истории и культуры евреев Беларуси
Музей истории и культуры евреев Беларуси — минский музей, созданный для сохранения и исследования истории и культуры белорусских евреев.
Музей был основан учёными-энтузиастами в апреле 2002 года при поддержке евреев Беларуси и Представительства Джойнта в Республике Беларусь. С момента основания музей осуществляет свою деятельность при поддержке Союза белорусских еврейских общественных объединений и общин. Музей включен в список музеев Минска. Здесь собрано более 10 000 экспонатов, документов, материалов и фотографий, иллюстрирующих многовековую историю белорусских евреев.
Музей активно посещается школьниками, студентами, людьми разных возрастов и национальностей из Беларуси и других стран мира.
Директор музея с момента основания до апреля 2012 года — кандидат исторических наук Герасимова Инна Павловна. С мая 2012 года до февраля 2019 года директором музея был Акопян Вадим Николаевич, с марта 2019 года до марта 2021 года — Миколуцкая Юлия Михайловна, на 2024 год — Нелюбов Александр Викторович на должности «координатор музейно-выставочной деятельности».

## Выставки и экспозиции
Только к 2012 году в музее было проведено более 40 выставок, имеющих научно-исследовательское значение. Многие из них впервые экспонировались не только в Беларуси, но и в мире — такие как «Человек и судьба», «Я — из гетто», «Еврейское сопротивление в Беларуси. 1941—1944 гг.», «Еврейский театр в Беларуси в XX в.», «Синагоги Беларуси вчера и сегодня» (включающая более 30 картин Наливаева А. А.), выставки, посвященные истории Минского гетто. Многие из них демонстрировались не только в Минске, но и во многих белорусских городах.
Выставки «Еврейский театр в Беларуси» и «Еврейские писатели в творчестве художника Лазаря Рана» были показаны в Москве в 2007—2010 годах по просьбе Российской государственной библиотеки по искусству.
Музей практикует передвижные выставки, которые проводились в Могилеве, Гомеле, Бобруйске, Пинске и многих других городах.

## Программы музея

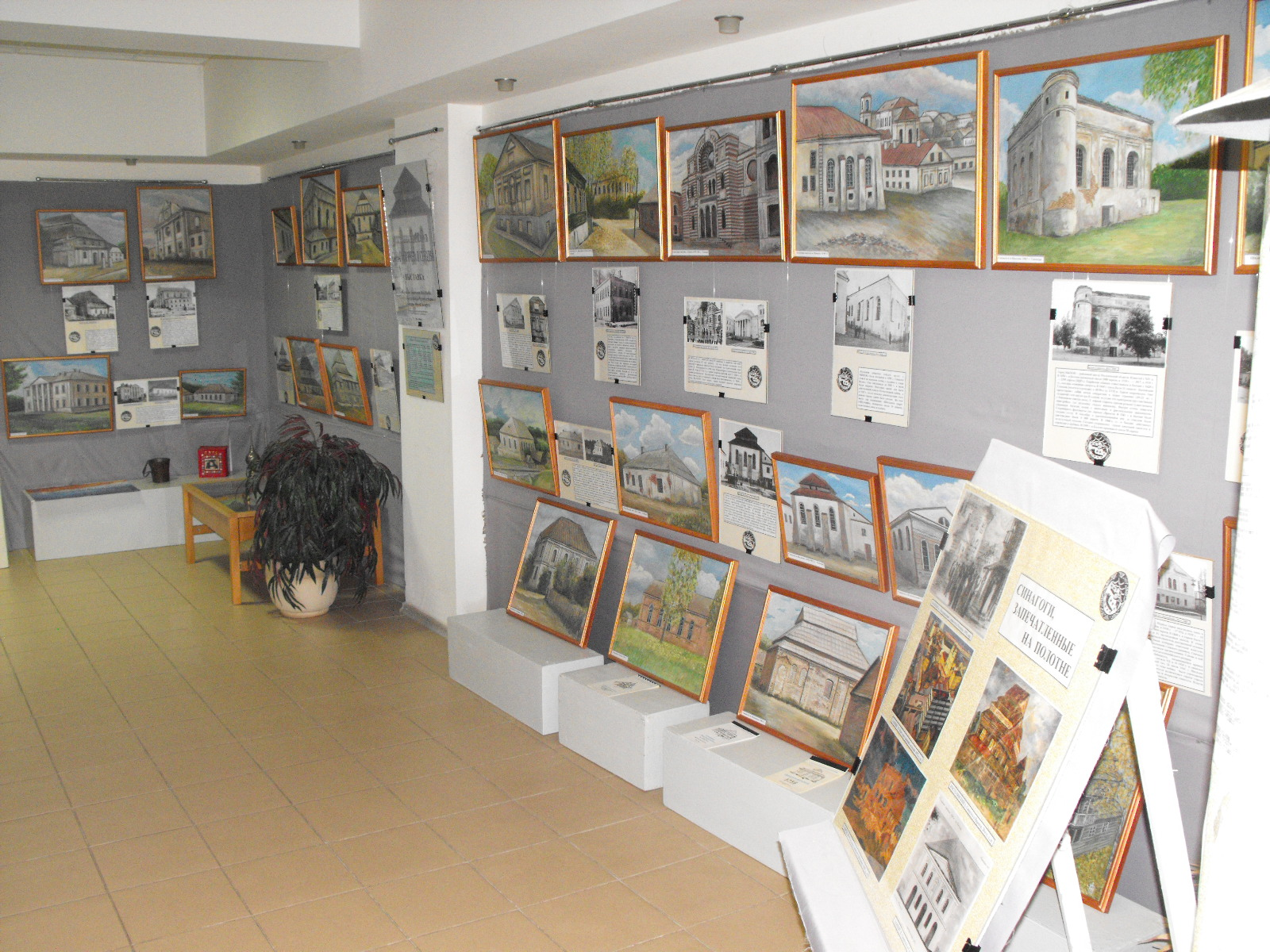
Выставка «Белорусские синагоги и раввины»

Музей осуществляет более 15 программ научно-исследовательского, просветительского и образовательного характера, охватывающие различные темы истории и культуры белорусских евреев с XVIII века по настоящее время. В них принимают участие члены еврейской общины республики, учащиеся и учителя общеобразовательных школ и ВУЗов, выходцы из Белоруссии, живущие в странах СНГ, Израиле, США, Германии.

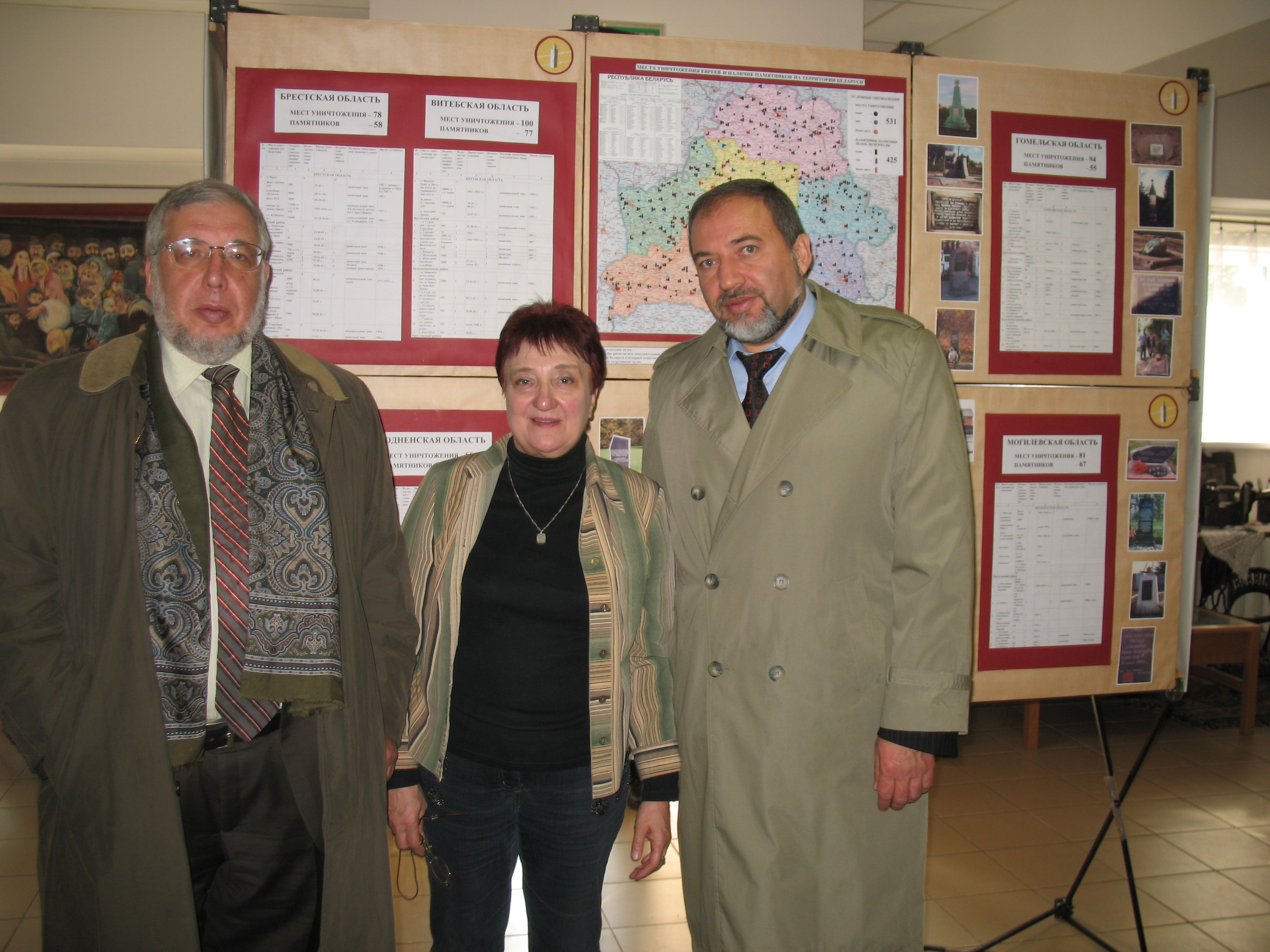
Авигдор Либерман (справа), директор музея Инна Герасимова и посол Государства Израиль Зеев бен Арье во время посещения музея.

Наиболее важными являются программы, связанные с увековечением памяти белорусских евреев, погибших в Холокосте:
- «Сохраним в памяти лица…» — так называется программа, целью которой является сбор фотографий и документов тех, кто погиб в гетто, на фронтах войны, в партизанских отрядах[10][11].
- «История гетто городов и местечек Беларуси»[12].
- «История семьи — история народа». История каждой еврейской семьи позволяет воссоздать многовековую историю белорусского еврейства через историю конкретной семьи.
- «Праведники народов мира» — программа, которая позволяет искать спасателей евреев и их потомков для восстановления справедливости — присвоения звания «Праведник народов мира». По представлениям музея это почетное звание получили свыше 20 человек[13].
- «История еврейских общин городов и местечек Беларуси». Эта программа позволяет сохранить для последующих поколений историю и современное развитие общины белорусских евреев[14].

Другие программы:
- «Великие имена» — сбор и изучение биографий и творческого наследия известных общественно-политических деятелей, представителей культуры и искусства — выходцев из среды белорусского еврейства.
- «Еврейские женщины на переломе эпох» — сбор и изучение биографий известных женщин-евреек, внесших значительный вклад в экономику, политику, науку и культуру Беларуси.
- «Еврейская культура и искусство евреев Беларуси». В рамках этой программы музей исследует и собирает материалы, характеризующие историческое развитие культурного наследия белорусского еврейства.
- «Белорусские синагоги и раввины»[15].
- «Еврейский театр на идиш в Беларуси». Эта программа позволила собрать большой и уникальный материал, на основе которого была организована выставка, с успехом прошедшая в Минске и в Москве (в Государственной библиотеке по искусству).

## Сотрудничество с другими музеями
Музей активно сотрудничает со многими крупнейшими республиканскими и зарубежными музеями. Особенно активное сотрудничество ведётся с институтом Яд ва-Шем в Иерусалиме. При координации музея за 2008—2010 годы было собрано около 15 000 имен евреев, убитых в годы Холокоста, для передачи в Зал Памяти мемориала Яд ва-Шем.
С «Музеем истории евреев Польши» (Варшава) ведётся совместная работа по изучению культурного наследия евреев Беларуси.
Музей помогает другим музеям Беларуси организовывать экспозиции, посвященные истории евреев Беларуси. Например, в музее Мирского замка при активной помощи музея была создана экспозиция, посвященная гетто, находящемуся во время Великой Отечественной войны на территории этого замка.

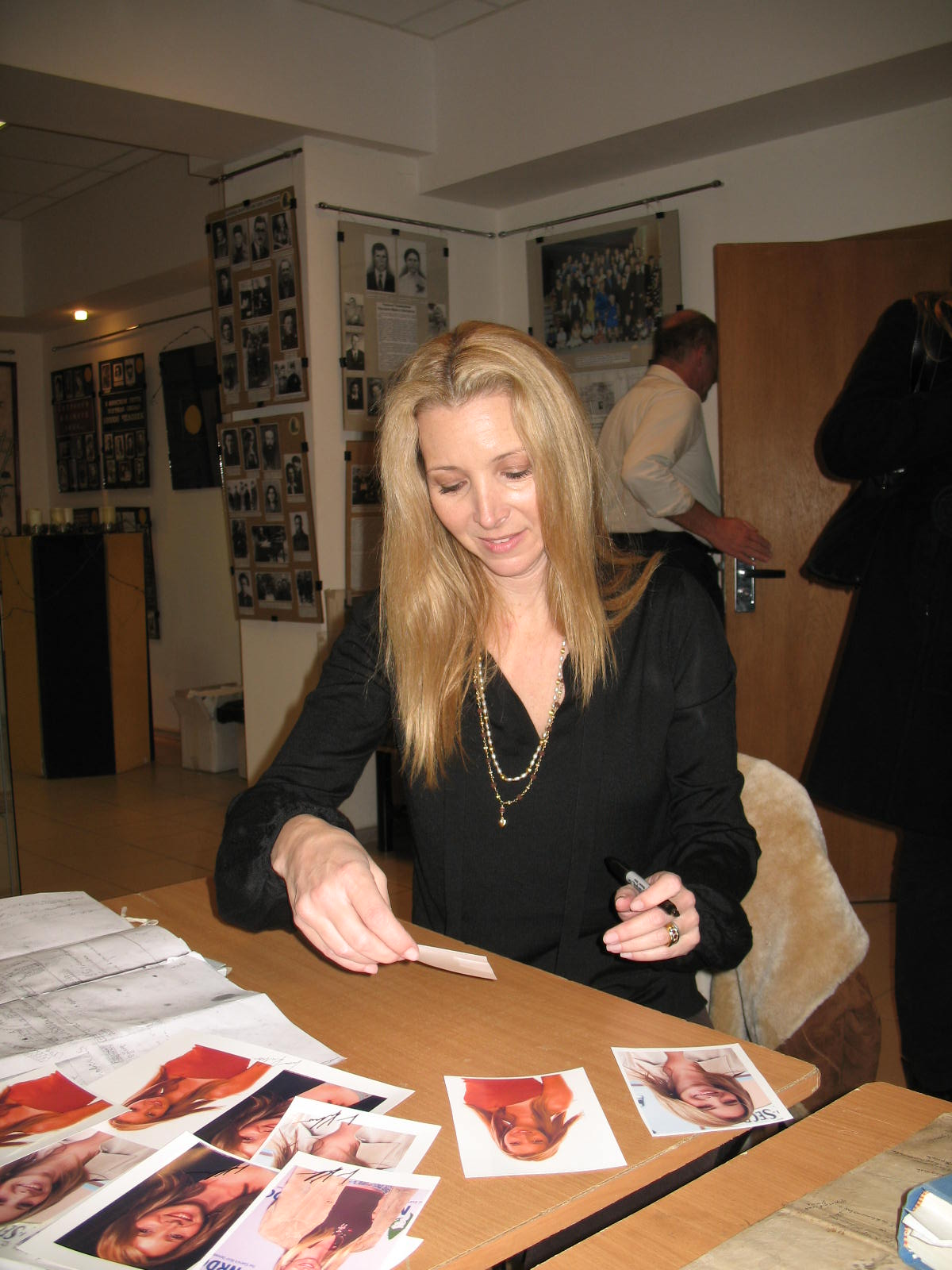
Актриса Лиза Кудроу во время посещения музея.

## Научные исследования
Музей регулярно публикует материалы научных исследований. За годы его существования совместно с различными научными учреждениями республики были изданы 8 книг, некоторые из которых переведены на немецкий и английский языки.
В книге «Праведники народов Мира Беларуси» (2003 год) впервые были представлены все данные о тех, кто спасал евреев в годы Катастрофы. Списки евреев-партизан обнародованы в книге «Встали мы плечом к плечу. Евреи в партизанском движении Беларуси. 1941—1944 гг.» (2005).
Большой резонанс у читателей вызвала книга «Когда слова кричат и плачут…», где опубликованы дневники 1943—1946 годов бывших узниц Минского гетто, партизан — матери и дочери Брук. К 65-летию со дня уничтожения Минского гетто вышла книга «Выжить — подвиг» (2008 год), в которой опубликованы воспоминания бывших узниц Минского гетто и документы о Минском гетто из Национального архива Республики Беларусь.
В 2010 году совместно с Национальным архивом Республики Беларусь была издана книга документов и материалов «Свидетельствуют палачи. Уничтожение евреев на оккупированной территории Беларуси в 1941—1944 гг.» В ней представлены архивные документы об уничтожении евреев и опубликован список мест массовых убийств евреев на всей территории республики с указанием количества убитых, даты расстрела и документального источника, откуда была взята эта информация.

## Работа с молодёжью
Музей проводит большую работу с учителями и учащимися общеобразовательных школ по теме Холокоста и истории евреев Беларуси. Совместно с Республиканским фондом «Холокост» в 2003 и 2008 годах были проведены республиканские конкурсы среди учителей, учащихся, студентов и преподавателей на тему: «Холокост. История и современность. Уроки толерантности», в которых участвовало свыше 2000 человек из разных городов и деревень Беларуси.
Совместно с молодёжью из различных еврейских организаций музей участвует в молодёжных программах образовательно-просветительского характера.